# Marine Ornithology
Marine Ornithology (Морская орнитология) — научный орнитологический журнал. Полное название «Морская орнитология: Исследования и сохранение морских птиц» (Marine Ornithology: Journal of Seabird Research and Conservation). Выходит 2 раза в год.
Журнал «Marine Ornithology» (первоначально — «Баклан») был основан Джоном Купером (ЮАР) и группой африканских морских орнитологов в 1976 году. С 2000 года выпуск журнала осуществляется Группой тихоокеанских морских орнитологов, действующих от имени консорциума морских орнитологов. В настоящее время управляющим редактором журнала является Луиза Блайт (Louise Blight, Канада), а главным редактором — Дэвид Айнли (David Ainley, США). Редакционная коллегия «Marine Ornithology», состоит из специалистов широкого круга дисциплин в области исследованиях морских птиц.
В журнале освещаются, в основном, вопросы исследования и сохранения морских птиц африканского, австралийского, голландского, японского и тихоокеанского регионов.
Журнал «Marine Ornithology» публикуется как в печатном, так и в электронном виде на морской орнитологии (недоступная ссылка).